# Jenning Huizenga
Jenning Hein Huizenga (nascido em 29 de março de 1984) é um ciclista profissional holandês. Em Pequim 2008, Huizenga competiu na perseguição individual e terminou na 18ª posição. Em Londres 2012, foi o sétimo colocado na perseguição por equipes.
Em 2014, Huizenga competiu com a equipe Parkhotel Valkenburg Continental.